# Leicester Mercury
Le Leicester Mercury est un quotidien régional britannique, appartenant au Daily Mail and General Trust, dont la diffusion s'étend à la ville de Leicester et aux comtés du Leicestershire et de Rutland. Il possède une diffusion d'environ 73 634 exemplaires quotidiens.
Steve Walsh, ancien joueur de Leicester City y tient des chroniques sur le football.